# Lento (Album)
Lento ist ein Jazzalbum von Mikkel Ploug, Sissel Vera Pettersen und Joachim Badenhorst. Die am 23. und 24. Januar und am 11. November 2023 im Øra Studio in Trondheim entstandenen Aufnahmen erschienen am 1. November 2024 auf Badenhorsts Label Klein.

## Hintergrund
Das Trio besteht aus dem dänischen Gitarristen Mikkel Ploug, bekannt für seine Zusammenarbeit mit dem amerikanischen Saxophonisten Mark Turner und dem dänischen Komponisten Bent Sørensen, der norwegischen Vokalkünstlerin und Saxophonistin Sissel Vera Pettersen, der künstlerischen Leiterin von Trondheim Voices, die das Covergemälde gemalt hat, und dem belgischen Klarinettisten Joachim Badenhorst. Die drei Musiker begannen Ende der 2000er-Jahre mit der gemeinsamen Arbeit und legten 2009 das Debütalbum Equilibrium (Songlines) vor. Lento ist das vierte Studioalbum des Trios.

## Titelliste
- Mikkel Ploug, Sissel Vera Pettersen, Joachim Badenhorst: Lento (Klein 14)[1]

1. Lav Sol 6:38
2. Winter Lullaby 5:40
3. Hinterland 2:57
4. Mosaic 5:47
5. Bjerg 4:26
6. Lento 3:30
7. Skyggeland 4:28
8. Rift 1:19
9. Peace Chant 3:19
10. Movement in B 4:19

Die Kompositionen stammen von J. Badenhorst (Tracks 1, 3, 9, 10), M. Ploug, S. V. Pettersen (1, 3, 7, 10); die weiteren Stücke sind Improvisationen des Trios.

## Rezeption
Das Album enthält Stücke, die eine eindrucksvolle, minimalistische Mischung aus Jazz, Folk, Weltmusik, Ambient und zeitgenössischer Musik bieten, schrieb Eyal Hareuveni in Salt Peanuts. Getreu seinem Titel Lento würde der intime und bedächtige Geist des Albums die starken Einzelstimmen von Ploug, Vera Pettersen und Badenhorst, aber auch die einzigartige Synergie des Trios und den organischen Fluss der Musik unterstreichen. Die fünf improvisierten Stücke betonten die explorative Seite des Trios und konzentrieren sich auf filmisch-atmosphärische Traumlandschaften, die durch Vera Pettersens ausdrucksstarken Gesang und Live-Elektronik aufgeladen werden. Die sechs Kompositionen von Ploug seien strukturierter und liedhafter und würde auf eine sanfte, verletzliche Seite des Trios hindeuten, die auf einfachen, aber bewegenden Melodien basiere. Das Trio verwebe schön seine verschiedenen Stimmen und unterschiedlichen Adern zu einer kohärenten und schönen, bewegenden Aussage.